# Marek Borkowski
Marek Borkowski (ur. 23 kwietnia 1965 w Rypinie) – generał brygady Straży Granicznej.

## Życiorys
Ukończył studia na Wydziale Inżynierii Lądowej i Geodezji Wojskowej Akademii Technicznej w Warszawie oraz studia podyplomowe na Wydziale Ekonomii Uniwersytetu Gdańskiego – kierunek integracja europejska i zarządzanie (2001).
Pełni służbę w Straży Granicznej od początku istnienia tej formacji.
Od 1998 do 2008 był zastępcą komendanta Morskiego Oddziału Straży Granicznej w Gdańsku.
W marcu 2008 został powołany na stanowisko zastępcy komendanta głównego Straży Granicznej. W marcu 2016 odwołany ze stanowiska zastępcy komendanta głównego Straży Granicznej.
Żonaty, posiada dwoje dzieci – córkę i syna.

## Awanse generalskie
- generał brygady – 12 maja 2011[2]

## Ordery i odznaczenia
- Srebrny Krzyż Zasługi
- Złoty Medal „Za Zasługi dla Obronności Kraju”[3]
- Srebrny Medal „Za Zasługi dla Obronności Kraju”
- Medal „Siły Zbrojne w Służbie Ojczyzny”
- Srebrny Medal „Za Zasługi dla Straży Granicznej”